# Chatom
Chatom är en småstad (town) i Washington County i den amerikanska delstaten Alabama. Chatom är administrativ huvudort (county seat) i Washington County.